# Омикрон-вариант SARS-CoV-2
Омикрон-вариант SARS-CoV-2 (SARS-CoV-2 Omicron, SARS-CoV-2 B.1.1.529) — вариант коронавируса SARS-CoV-2, впервые идентифицированный в Ботсване и ЮАР в ноябре 2021 года, отличающийся большим числом мутаций в пепломерах.
При заражении омикрон-вариантом, согласно данным Всемирной организации здравоохранения, заболевание протекает легче или так же, как при заражении дельта-вариантом. Однако быстрое распространение нового варианта может привести к высокой нагрузке на систему здравоохранения, а вызванный им общий риск ВОЗ оценивает как «очень высокий». Может заражать переболевших и вакцинированных.
По данным на конец декабря 2021, быстро вытеснял дельта-вариант в тех странах, где начал распространение. Обнаружен более чем в 100 странах мира .
В России, по информации на 7 июня 2022 года, на омикрон приходилось 98,29 % от выявленных в стране случаев заболевания COVID-19, на дельта-вариант — 0,43 %, на прочие варианты — 1,28 % .

## Особенности
Штамм SARS-CoV-2 B.1.1.529 является потомком (представителем линии поколений) B.1.1.
Он характеризуется большим количеством мутаций в спайковом (шиповидном) белке, их более 30: A67V, Δ69-70, T95I, G142D/Δ143-145, Δ211/L212I, ins214EPE, G339D, S371L, S373P, S375F, K417N, N440K, G446S, S477N, T478K, E484A, Q493K, G496S, Q498R, N501Y, Y505H, T547K, D614G, H655Y, N679K, P681H, N764K, D796Y, N856K, Q954H, N969K і L981F, а также мутацией ORF1b:T2163I, ранее известной по дельта-субварианту AY, широко распространённому в Европе.
Омикрон-штамм имеет много уникальных особенностей. Часть его мутаций похожа на мутации дельта- и бета-штаммов, однако, по данным на конец ноября 2021 года, ранее не были выявлены штаммы с промежуточными мутациями, которые обычно происходят при эволюции «дикого» вируса. Отсутствие промежуточных мутаций вируса в популяции необычно и оказалось неожиданным для вирусологов.
Существуют три основные гипотезы, объясняющие появление нового штамма:
1. Предки омикрон-штамма просто оставались незамеченными в популяции, где за новым коронавирусом плохо наблюдали и редко секвенировали его геном (речь идёт не о Южно-Африканской Республике, которая прилагала много усилий для секвенирования геномов коронавируса). Хотя некоторые специалисты отвергают эту версию как маловероятную, потому что сложно представить себе территорию, в пределах которой вирус будет долгое время эволюционировать, оставаясь вне поля зрения учёных и не вырываясь за её пределы, всё же исключать такую возможность нельзя из-за недостаточно тщательного сбора и анализа геномов нового коронавируса во многих странах[9][10].
2. Вирус эволюционировал в пациенте с нарушенной работой иммунной системы. Иммунная система людей с иммуносупрессией, вызванной определённым заболеванием или методом лечения, неспособна быстро подавить вирус, в результате чего он успевает мутировать и приобретает способность ускользать от иммунного ответа; в итоге иммунной системе приходится адаптироваться к новому варианту вируса — эта борьба может длиться долгие месяцы, хотя у большинства заражённых она занимает несколько дней[11]. Исследования показали, что новый коронавирус, эволюционируя на протяжении нескольких месяцев в телах людей, страдающих от ВИЧ[12] и рака[13], приобрёл ряд мутаций, наблюдавшихся в штаммах коронавируса, вызывающих беспокойство. В то же время один из вирусологов, опрошенных журналом Science, отверг эту гипотезу, так как, по его мнению, мутации, позволяющие вирусу успешнее выживать в одном заражённом человеке, сильно отличаются от мутаций, позволяющих ускоренно передаваться между людьми[9].
3. Вирус перешёл от человека к животному и обратно. В то время, как в базу данных GISAID[англ.] EpiCoV было загружено 6 миллионов генетических последовательностей нового коронавируса, зафиксированных у человека, в ней доступно всего 1500 генетических последовательностей нового коронавируса, зафиксированных у животных[14]. Это «слепое пятно» и может скрывать ключ к разгадке происхождения омикрон-штамма. В одном исследовании были изучены мутации в спайковом белке омикрон-штамма, и выяснилось, что часть из них наблюдалась у коронавирусов, обнаруженных у мышей, и улучшала способность спайкового белка связываться с мышиным белком-рецептором ACE2[15].

### Симптоматика
Согласно данным, полученным по результатам поездки российских специалистов в ЮАР, симптомы заражения омикрон-штаммом напоминают грипп.

### Тяжесть течения заболевания и смертность
Министр солидарности и здравоохранения Франции Оливье Веран в начале января 2022 года сообщил, что на омикрон-штамм приходится основная масса госпитализированных, находящихся в обычных палатах, а пациенты реанимации и палат интенсивной терапии заражены в основном дельта-штаммом.
О более лёгком течении заболевания говорит также информация, обнародованная 18 января 2022 года московским мэром Сергеем Собяниным: удвоение за неделю заболеваемости COVID-19, произошедшее в условиях распространения в Москве нового штамма, почти не отразилось на числе госпитализаций.
По состоянию на 24 декабря 2021 года Всемирная организация здравоохранения (ВОЗ) оценивала тяжесть течения заболевания при омикрон-штамме как более низкую или такую же, как при дельта-штамме. 28 декабря 2021 года глава Роспотребнадзора Анна Попова, опираясь на данные, полученные в ЮАР, заявила, что тяжелое течение заболевания при заражении новым штаммом наблюдается лишь у непривитых лиц и тех, кто отягощён сопутствующими заболеваниями — тяжёлой формой диабета и тяжёлой формой онкологических заболеваний.
Бельгийский вирусолог Марк Ван Ранст на основании доступных к концу декабря 2021 года данных заявил, что молодые люди не страдают или страдают в меньшей степени от нового штамма, но его воздействие на пожилых всё ещё предстоит изучить.
В конце декабря 2021 года стали известны оценки, которые опубликовало Агентство по безопасности в сфере здравоохранения Великобритании (UKHSA), согласно которым зараженные омикрон-штаммом на 50—70 % реже обращаются в больницу по сравнению с теми, кто инфицирован дельта-штаммом, однако исследователи из Имперского колледжа Лондона получили меньшие оценки, согласно которым этот риск снижается лишь на 15—20 %.
Согласно данным, полученным в ЮАР Национальным институтом инфекционных заболеваний в ЮАР и Университетом Претории, смертность от омикрон-штамма в сравнении с предыдущими волнами COVID-19 снизилась на 75 %. Данные получены путём наблюдения за пациентами больницы в городском округе Цване (провинция Гаутенг): среди поступивших с этим штаммом умерло 4,5 % заболевших, а прежде доля летальных исходов составляла 21,3 %. Помимо того, заражённых омикрон-штаммом быстрее выписывали из больницы: в среднем уже через четыре дня после госпитализации, а пневмония развивалась лишь у трети пациентов.

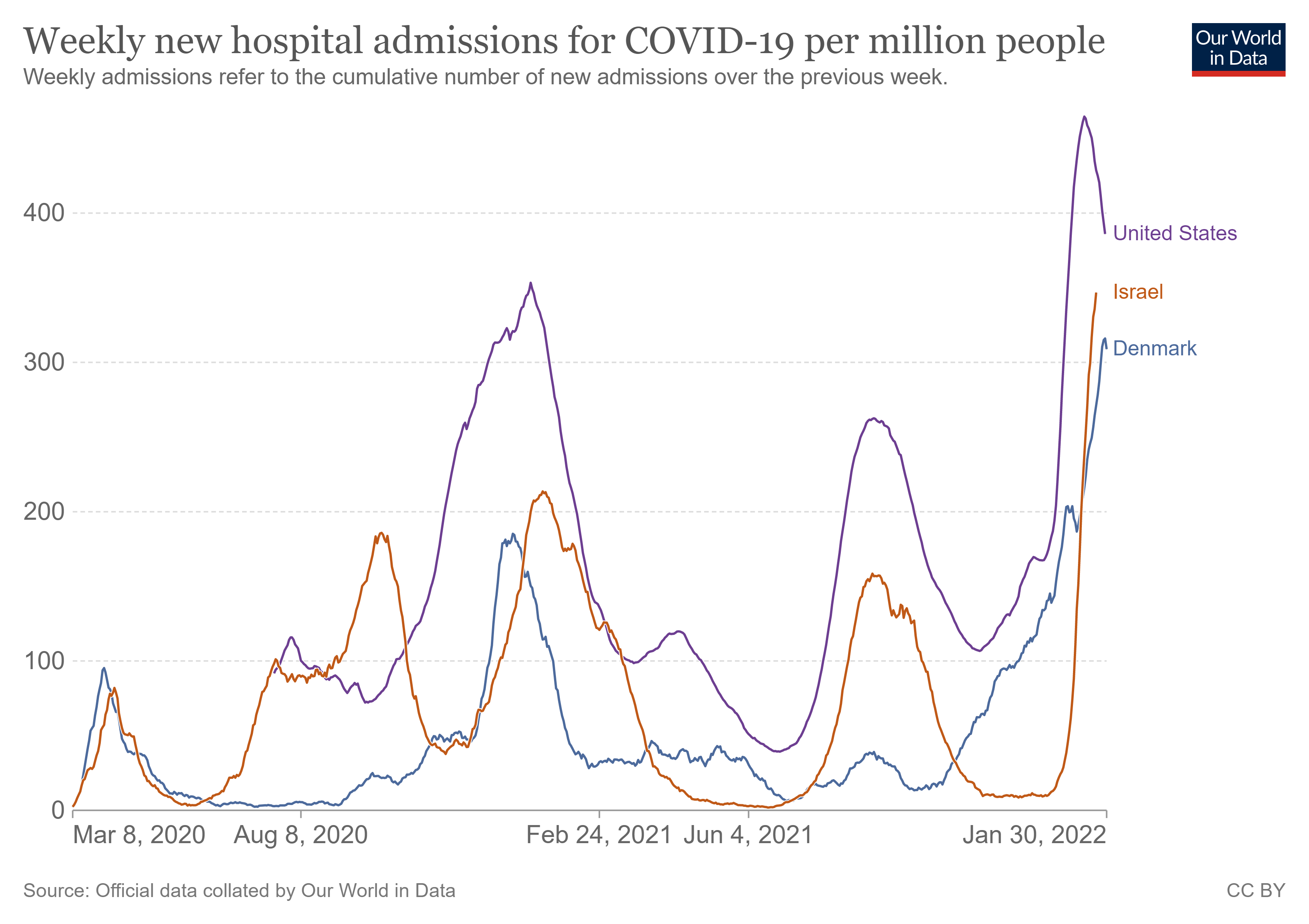
Кумулятивное число госпитализаций на миллион человек за предшествующую неделю для Дании, США, Израиля во время волны омикрона в этих странах. Данные для США до 21 января 2020 года не доступны.

С другой стороны, ранним оценкам вирулентности омикрон-штамма свойственны существенные методологические недостатки. Следует отделять реальное снижение вирулентности вируса от эффекта предшествующего иммунитета: омикрон-штамм лучше уходит от иммунного ответа, из-за чего им чаще заражаются привитые и переболевшие, которые легче переносят заражение этим штаммом. Хотя исследователи стараются учесть повторные заражения и наличие вакцинации, большая доля случаев повторного заражения всё равно может оставаться незамеченной. Так, авторы раннего исследования из Южной Африки, показавшего сокращение риска госпитализации после заражения омикроном на 80 % по сравнению с риском после заражения дельта-штаммом, признали, что неполные данные о вакцинации и большое число незамеченных повторных заражений не позволяют полностью учесть эффект предшествующего иммунитета. Авторы британского анализа от UKHSA также признали, что их корректировки не могут полностью учесть влияние повторных заражений из-за их недоучёта. Данные из Дании, страны с масштабной системой тестирования населения и малой долей необнаруженных случаев заболевания COVID-19, показали сокращение риска госпитализации из-за омикрон-штамма на 36 % по сравнению с риском госпитализации из-за дельта-штамма.
Скорее всего, как приобретённый иммунитет, так и сниженная сама по себе вирулентность омикрона объясняют сниженный риск госпитализации у заражённых омикроном. Сниженная тяжесть течения болезни при заражении омикроном также наблюдалась у лабораторных животных, кроме того, исследование показало, что омикрон хуже размножался в лёгких человека, чем оригинальный штамм SARS-CoV-2.

### Скорость распространения
Согласно ВОЗ, новый штамм распространяется быстрее, чем предыдущие. О значительно большей скорости распространения говорят и данные российских специалистов. Это может объясняться высокой скоростью размножения вируса в бронхах и эпителии носа и его способностью обходить иммунитет.
Быстрое распространение омикрон-штамма и увеличение числа заболевших ведёт к росту нагрузки на систему здравоохранения и риску её перегрузки, а снижение доли тяжёлых форм на фоне растущего числа заражённых фактически приводит к тому, что абсолютное число тяжёлых больных не снижается или даже растёт. Так, в ряде стран, например, США, Израиле и Дании, волна заражений омикроном уже вызвала рекордное число госпитализаций.

### Заболеваемость среди детей и молодёжи
Дети заражаются омикрон-штаммом чаще, чем в предыдущие волны заболеваемости, и чаще нуждаются в интенсивной терапии; чаще болеет и молодёжь.

## Обнаружение и распространение
Впервые омикрон-штамм идентифицирован 9 ноября 2021 года в Ботсване и, несколькими днями позже, в ЮАР. 11 ноября штамм SARS-CoV-2 B.1.1.529 впервые был внесён в базы данных. Затем несколько случаев выявили в ЮАР.
Первый случай заражения новым штаммом в Европе был зафиксирован в Бельгии у путешественника, который 11 ноября вернулся из Египта; первые симптомы проявились 22 ноября.
К 26 ноября 2021 года B.1.1.529 был обнаружен и в таких странах, как Израиль, Великобритания, Нидерланды, Гонконг, а года власти Чехии и Германии объявили, что новым штаммом, вероятно, заражены их граждане, вернувшиеся из Египта и ЮАР).
На 2 декабря 2021 года было зарегистрировано 514 случаев заражения в 32 странах, из них 227 в ЮАР.
По данным на конец декабря 2021 года, в тех странах, где он начал распространяться, новый штамм быстро вытесняет дельта-штамм (в частности, так происходит в Дании, Норвегии, Великобритании и США), но в России этот процесс пока не наблюдается. Ранее, в конце ноября 2021 года, Всемирная организация здравоохранения заявила, что считает вероятным дальнейшее распространение нового штамма коронавируса по всему миру.

### Австралия
В конце декабря 2021 года в Австралии был зафиксирован первый случай смерти от заражения омикрон-штаммом.

### Бельгия
По информации на 28 декабря 2021 года, на омикрон-штамм приходится 60 % заражений в Бельгии. Несмотря на то, что местные специалисты рассматривают новый штамм как менее опасный, они считают важной бустерную дозу вакцины (ревакцинацию).

### Болгария
3 января 2022 года стало известно о том, что в Болгарии выявили первые 12 случаев заражения омикрон-штаммом, который был обнаружен у 9 мужчин и 3 женщин, проживающих в Софии (11 человек) и её пригороде (1 человек). Среди них 5 человек полностью вакцинировались против COVID-19 девять месяцев назад препаратами компаний Pfizer, Moderna и Johnson&Johnson, однако никто из них не проходил ревакцинацию. Лишь один человек среди инфицированных в последнее время бывал за границей. В стационарном лечении никто из заболевших не нуждается.

### Великобритания
На 2 декабря 2021 года в Великобритании было зарегистрировано 75 случаев заражения омикрон-штаммом.
Однако вскоре, 13 декабря 2021 года, Би-Би-Си сообщила, что на долю омикрон-штамма приходится уже 20 % случаев заражения COVID-19 в Англии, а в Лондоне — 44 %. Помимо того, было подтверждена смерть как минимум одного человека, заражённого этим штаммом. Премьер-министр Великобритании Борис Джонсон рекомендовал соотечественникам получить бустерную дозу вакцины и не считать, что омикрон-штамм менее опасен, чем его предшественники.
Помимо того, Би-Би-Си сообщила, что число случаев заражения новым штаммом удваивается каждые два или три дня, вследствие чего за короткий срок малое число заражённых может стать огромным.

### Дания
28 ноября 2021 года в Дании обнаружили два случая заражения омикрон-штаммом.

### Ирландия
В Ирландии 25 декабря 2021 года зарегистрировали свыше 13,7 тыс. новых случаев заражения COVID-19, что на 2,5 тыс. выше, чем днём ранее. Предполагается, что на омикрон-штамм приходится 83 % из них.

### Китай
14 декабря 2021 года в Китае были выявлены первые 2 случая заражения омикрон-штаммом.

### Россия
6 декабря 2021 года омикрон-штамм был выявлен у двух прибывших из ЮАР россиян.
22 декабря 2021 года стало известно о возникновении пневмонии у одного из инфицированных россиян. Заболевший находился в состоянии средней тяжести.
Согласно официальным данным, по состоянию 25 декабря 2021 года все подтверждённые случаи заражения омикрон-штаммом в России — завозные; по состоянию на 30 декабря все случаи заражения омикрон-штаммом были выявлены либо среди прибывших из-за пределов России, либо среди тех, кто близко контактировал с прибывшими.
6 января 2022 года министр здравоохранения Михаил Мурашко подтвердил, что случаи заражения омикрон-штаммом нового коронавируса обнаружены среди лиц, не покидавших Российскую Федерацию.
16 декабря 2021 года — Москва, Московская область, Санкт-Петербург, Ростов-на-Дону
11 января 2022 года — 13 регионов
18 января 2022 года — 42 региона
20 января 2022 года — 55 регионов
24 января 2022 года — 64 региона
25 января 2022 года — 68 регионов
11 января 2022 года глава Роспотребнадзора Анна Попова заявила, что на фоне распространения омикрон-штамма суточный прирост заболеваемости COVID-19 может стать шестизначным (исчисляться сотнями тысяч). Попова также сообщила, что омикрон-штамм завозили в Россию из 25 стран и что наибольшее число случаев его ввоза приходится на ОАЭ, Великобританию, Турцию.
На 12 января 2022 года большинство случаев приходилось на московский регион.
По данным, которые в этот же день обнародовала Вероника Скворцова, доля инфицированных омикрон-штаммом в Москве превысила 76 %. Эти данные получило возглавляемое ею Федеральное медико-биологическое агентство (ФМБА), исследуя свою тест-систему, предназначенную для выявления омикрон-штамма.
К 18 января 2022 года, по словам вице-премьера правительства России Татьяны Голиковой, омикрон-штамм доминировал в Москве, Московской области и Санкт-Петербурге.
В тот же день было обнародовано интервью эпидемиолога Александра Горелова, согласно которому положение дел в Европейской части России и за Уралом было неодинаково, а на Дальнем Востоке России продолжал преобладать дельта-штамм.
По информации, обнародованной 20 января 2022 года оперативным штабом по борьбе с новой коронавирусной инфекцией, на омикрон-штамм приходилось 42,8 % от выявленных в стране случаев заболевания COVID-19, на дельта-штамм — 56,2 %.
В последующем омикрон-штамм почти полностью вытеснил дельта-штамм, и по данным на 7 июня 2022 года 98,29 % от выявленных в России случаев заболевания COVID-19 приходилось на омикрон-штамм (на дельта-штамм — 0,43 %, на прочие варианты — 1,28 %) .

### США
1 декабря 2021 года в США был выявлен первый случай заражения омикрон-штаммом.
Первый случай смерти от заражения новым штаммом был зафиксирован 21 декабря 2021 года. По информации местных органов здравоохранения, мужчина не был вакцинирован и был отягчён сопутствующими заболеваниями.
По данным Центров по контролю и профилактике заболеваний США, за неделю с 26 декабря 2021 года по 1 января 2022 года на омикрон-штамм пришлось 95,4 % новых случаев заражения, оставшиеся 4,6 % — на дельта-штамм. За предшествующую неделю (которая закончилась 25 декабря) на эти штаммы пришлось, соответственно, 77 % и 22,8 % от общего числа заражений.
4 января 2022 года стало известно, что за истекшие сутки в США выявили свыше 1 миллиона случаев заражения COVID-19 (таковы данные Университета Джонса Хопкинса). Тем самым был обновлён максимум числа заражений с начала пандемии.
Эта цифра была существенно превышена 11 января 2022 года, когда число выявленных заражений составило 1,35 млн.

### Португалия
29 ноября 2021 года в Португалии выявили 13 случаев заражения омикрон-штаммом. Менее чем через месяц этот штамм стал доминирующим: по состоянию на 22 декабря 2021 года на него приходится 61,5 % случаев заражения COVID-19. Абсолютное число заражённых COVID-19 в Португалии 25 декабря 2021 года составило 12,9 тысяч человек, что соответствует уровням января 2021 года.
С 25 декабря 2021 года в Португалии вступили в силу ограничительные меры: школы, бары и ночные клубы планируется закрыть до 10 января 2022 года, португальцев призвали работать удалённо, а в помещениях стал обязателен масочный режим.

### Франция
На фоне быстрого распространения омикрон-штамма в первых числах января 2022 года суточное число заражений во Франции превысило рекордные 200 тысяч человек в сутки.

### Южная Корея
В конце декабря 2021 года в стране зафиксировали смерти двух 90-летних мужчин, заражённых омикрон-штаммом; точная причина смерти уточняется.

## Последствия

### Ограничения на въезд
Германия, Италия и Великобритания запретили въезд лицам из Южно-Африканской Республики. С 28 ноября 2021 года Россия ограничила въезд иностранных граждан из девяти африканских стран и Гонконга.

### Остановка производства
Компания Toyota приняла вынужденное решение остановить 11 из 15 основных предприятий в Японии из-за высокого роста числа заражений омикрон-штаммом среди сотрудников. Предположительно, простой 21 линии автомобильных заводов продлится минимум с 21 по 24 января 2022 года.

### Отмена авиарейсов
Заражение пилотов, наблюдаемое в странах с интенсивным распространением омикрон-штамма, приводит к отмене авиарейсов.

### Отмена массовых мероприятий
29 ноября 2021 года из-за распространения нового штамма была отменена Всемирная зимняя Универсиада 2021, которая должна была пройти в декабре в Швейцарии. Ранее она была перенесена с января 2021 года.
2 декабря 2021 года был отменён финал Гран-при по фигурному катанию в японской Осаке, который должен был пройти с 9 по 12 декабря, из-за того что правительство страны закрыло с 30 ноября въезд для иностранцев.

### Переход на удалённый режим работы
С 21 января 2022 года Правительство Российской Федерации, федеральные ведомства и их территориальные подразделения, в соответствии с поручением премьер-министра, должны при наличии возможности перейти на удалённый режим работы; решение вызвано распространением омикрон-штамма. К этому времени увеличивать число сотрудников, работающих дистанционно, начали и крупные российские компании.

### Изоляция Шанхая
В конце марта 2022 года в результате распространения подтипа омикрон-вируса, получившего название стеллс-омикрон (BA.2) в Шанхае был объявлен крупнейший за два года карантин в Китае. Весь город, население которого составляет около 26 миллионов человек, оказался закрыт на карантин. В городе прекратил работу общественный транспорт. Многие организации, чтобы продолжить работу в период карантина, заперли рабочих на предприятиях, так как перемещение по городу запрещено. Локдаун в Шанхае был начат с 28 марта 2022 года, а полная изоляция была введена с 5 апреля. Причиной введения такого массового локдауна стало большое количество бессимптомных носителей нового варианта штамма вируса.

## Реакция иммунной системы на омикрон-штамм
Хотя привитые лучше защищены от нового штамма, чем непривитые, омикрон-штамм может заражать переболевших и вакцинированных.
На возможность заражения омикрон-штаммом привитых и вакцинированных указывают как лабораторные эксперименты, так и эпидемиологические данные.
С другой стороны, привитые, инфицированные омикрон-штаммом, по предварительным данным, получат иммунитет, защищающий от заражения дельта-штаммом. Об этом говорят результаты, полученные исследователями из ЮАР, которые исследовали нейтрализацию вирусных частиц антителами из крови переболевших (или переболевших и при этом вакцинированных). В исследовании участвовало 23 человека (из них 10 человек было вакцинировано), которые недавно перенесли вызванное омикрон-штаммом заболевание. Исследователи обнаружили, что заражение омикроном в 6 раз увеличивало уровень антител против дельта-штамма у привитых, но всего лишь в 2,5 раза у непривитых, и у них это увеличение не было статистически значимым. Впрочем, выборка невелика, и авторы предупреждают, что у некоторых непривитых участников могла быть незамеченная предшествующая дельта-инфекция, которая дала им некоторый иммунитет против дельта-штамма ещё до начала исследования.
Ещё одно исследование на мышах, экспрессирующих человеческий ACE2, показывает, что сыворотка крови от заражённых омикроном плохо нейтрализовала другие штаммы, хотя сыворотка крови у людей, которые были привиты и заразились омикроном, хорошо нейтрализовала все изученные штаммы.
В работе 2025 года показано, что мутации в штамме Omicron B.1.1.529 значительно усиливают высвобождение двух иммунодоминантных эпитопов HLA класса I: 504-GHQPYRVVVL-513 и 496-SFRPTYGVGH-505. Эти эпитопы формируются в результате эффективной обработки – гидролиза рецептор-связывающего домена (RBD) как конститутивными протеасомами (c20S), так и иммунными протеасомами (i20S). Эти протеасомы обеспечивают расщепление белка на антигенные фрагменты, которые затем представляются иммунной системе для активации защитного ответа. Авторы работы акцентируют внимание на глобальном значении HLA гаплотипов, способных представлять эти эпитопы. Ключевые HLA молекулы, такие как HLA-B07:02, HLA-B08:01, HLA-B51:01, HLA-C01:02, HLA-C06:02 и HLA-C07:02, широко распространены среди населения и охватывают до 82% и 27% мировой популяции для эпитопов 504-GHQPYRVVVL-513 и 496-SFRPTYGVGH-505, соответственно. Этот факт объясняет снижение смертности от COVID-19 в регионах с высокой частотой данных гаплотипов после декабря 2021 года, когда Omicron стал доминирующим персистирующим штаммом. В качестве примера приводится сравнительный анализ ситуации в Боливии и Парагвае. В Боливии, где защитные HLA гаплотипы встречаются чаще, уровень смертности от COVID-19, вызываемым штаммом Omicron, оказался в 1,5 раза ниже, чем в Парагвае, несмотря на схожий уровень вакцинации. Этот пример ярко демонстрирует важность генетической предрасположенности в формировании устойчивости к вирусу. Кроме того, работа затрагивает новые линии Omicron, такие как BA.2.86 и JN.1. Эти штаммы сохраняют ключевые мутации в области 496-513 (за исключением 496 позиции), что обеспечивает высвобождение по крайне мере эпитопа 504-GHQPYRVVVL-513, что и у B.1.1.529. Таким образом, эволюция вируса идёт по пути повышения иммуногенности вследствие появления новых сайтов расщепления протеасомой, возникающих из-за мутаций. Образующиеся пептиды, презентируемые на поверхности клеток, улучшают распознавание вируса иммунной системой человека. Подобные изменения не только снижают тяжесть заболевания, но и способствуют адаптации вируса к человеческой популяции, обеспечивая его более широкое распространение бессимптомными носителями.

### Изучение вакцин
В конце декабря 2021 года Агентство по безопасности в сфере здравоохранения Великобритании (UKHSA) опубликовало данные исследования, согласно которым защита от омикрон-штамма, полученная в ходе вакцинации и ревакцинации, быстро снижается с течением времени.
В исследовании сравнивались доли вакцинированных среди лиц, которые получили, соответственно, положительные и отрицательные результаты ПЦР-тестов на COVID-19. Были учтены 68,5 тыс. случаев заражения омикрон-штаммом и примерно вдвое большее число случаев заражения дельта-штаммом. В ходе первичной вакцинации участники получили две дозы препаратов AstraZeneca, BioNTech/Pfizer или Moderna, при ревакцинации — одну дозу препаратов BioNTech/Pfizer или Moderna.
Среди тех, кто сначала был привит векторной вакциной AstraZeneca, а затем — одной из мРНК-вакцин, эффективность защиты от омикрон-штамма через две-четыре недели после ревакцинации составила около 60 %, а через два месяца упала до 35 % (ревакцинация препаратом BioNTech/Pfizer) и 45 % (ревакцинация препаратом Moderna).
Среди тех, кто сначала был привит вакциной BioNTech/Pfizer, эффективность защиты вскоре после ревакцинации составляла 70 % (ревакцинация препаратом BioNTech/Pfizer), а затем снижалась до 45 %. После ревакцинации препаратом Moderna эффективность защиты сохранялась на уровне 70-75 % в течение девяти недель.
Малый объём данных о привитых вакциной Moderna, а затем ревакцинированных, не позволили произвести расчёты, однако через 20-24 недели после первичной вакцинации эффективность защиты против заражения падала практически до нуля.
В опубликованном документе говорится, что проведённые расчёты могут быть неточными и должны восприниматься с осторожностью.
В более новом отчёте UKHSA, опубликованном 27 января, содержатся также сведения об эффективности вакцин против госпитализации и смерти. До 25 недели после вакцинации эффективность двух первичных доз Pfizer и AstraZeneca против госпитализации держалась на уровне 50-80 %, для тех, у кого со времени вакцинации прошло больше 25 недель, она снизилась до 25-35 %. Бустерная доза Pfizer восстановила эффективность вакцин против госпитализации до 90 %, через 10-14 недель она упала до 75 %. Эффективность вакцин против госпитализации у привитых бустерной дозой Moderna держалась на уровне 90-95 % в течение 9 недель.
Эффективность вакцин против смерти спустя более чем 25 недель после двух доз вакцины оказалась равна 59 % (с широким доверительным интервалом 4-82 %), у привитых тремя дозами она достигла 95 %.
Данные из США показали, что через 6 месяцев после второй дозы мРНк-вакцины не оказывали существенно влияния на риск заражения. Эффективность трёх доз вакцин составила в среднем 67 %. В другом исследовании оценивалась эффективность мРНК-вакцин против обращения за неотложной помощью и госпитализации.
| Доза | Интервал после 2 дозы | Эффективность против обращения за неотложной помощью | Эффективность против госпитализации |
| ---- | --------------------- | ---------------------------------------------------- | ----------------------------------- |
| 2    | 14-179 дней           | 52 %                                                 | 81 %                                |
| 2    | ⩾179 дней             | 38 %                                                 | 57 %                                |
| 3    | ⩾14 дней              | 82 %                                                 | 90 %                                |

Ранние данные из Дании показывали, что эффективность вакцинации против омикрона через 3 месяца после второй дозы стала отрицательной. Антивакцинаторы в связи с этим стали утверждать, что вакцинация подвергает людей повышенному риску заражения омикроном. Однако это, скорее всего, объясняется тем, что первыми омикроном могли заразиться путешественники, которые были привиты, что исказило результаты изучения ранних случаев заражения. Кроме того, всем наблюдательным исследованиям эффективности вакцинации свойственны некоторые недостатки: они не учитывают возможные различия в поведении и частоте тестирования между привитыми и непривитыми.
ВОЗ отмечает, что в условиях падения эффективности вакцин такое защитное поведение, как соблюдение дистанции, ношение масок и вентиляция помещений, важно для предотвращения распространения инфекции.

### Модификация вакцин
29 ноября 2021 года директор НИЦЭМ им. Н. Ф. Гамалеи академик РАН Александр Гинцбург заявил, что вакцину против омикрон-штамма его сотрудники могут разработать за десять дней, а разрешение на её применение можно получить минимум через 45 дней, а 14 декабря 2021 года он сообщил, что центр уже разработал модифицированный вариант вакцины под новый штамм.
Однако 23 декабря 2021 года Александр Гинцбург заявил, что модификация вакцины «Спутник V» под омикрон-штамм не будет нужна, пока не будет клинических доказательств тяжёлого течения заболевания у тех, кто привит этой вакциной по «полной схеме, двукратная вакцинация плюс ревакцинация».

### Комментарии
1. ↑  Это не согласуется с неофициальными данными, согласно которым случаи внутрироссийского заражения новым штаммом  были зафиксированы специалистами НИИ гриппа им. А.А. Смородинцева ещё в середине декабря 2021 года'"`UNIQ--ref-0000001E-QINU`"'.
2. ↑  К этому времени омикрон-штамм зарегистрировали в Москве, Санкт-Петербурге, Пермском крае, Ленинградской, Московской, Мурманской, Нижегородской, Орловской, Оренбургской, Ростовской и Рязанской областях, Республике Башкирия и Республике Ингушетия'"`UNIQ--ref-00000023-QINU`"'.
3. ↑  О разработке собственной тест-системы для выявления омикрон-штамма ФМБА сообщило накануне, 11 января. Объявлено, что набор реагентов тест-системы позволяет выявлять и различать между собой омикрон- и дельта-штаммы'"`UNIQ--ref-0000002B-QINU`"'.